# Карамова, Лена Мирзаевна
Лена Мирзаевна Карамова (род. 6 февраля 1939, Старобалтачево, Башкирская АССР) — врач-профпатолог, член-корреспондент АН РБ (1991), доктор медицинских наук (1986), профессор (1992), заслуженный деятель науки РБ (1992), заслуженный врач РФ (2006), БАССР (1985), почетный работник Госсанэпиднадзора РФ (1995).

## Биография
Карамова Лена Мирзаевна родилась 06 февраля 1939 года в с. Старобалтачево Балтачевского района БАССР.
В 1962 году окончила Башкирский государственный медицинский институт. После окончания института работала врачом Учалинской городской больницы (1962—1966), Балтачевской ЦРБ (1966—1969), тубдиспансера Кировского района г. Уфы (1969—1970); с 1973 г. в УфНИИ гигиены и профзаболеваний (ныне УфНИИ медицины труда и экологии человека): в 1979—1997 гг. директор, с 1998 г. главный научный сотрудник.
С 1970 по 1973 годы она училась в аспирантуре 1-го Ленинградского медицинского института по организации здравоохранения и социальной гигиене. В 1973 году защитила кандидатскую диссертацию на тему «Гинекологическая заболеваемость и организация медицинской помощи при ней». В 1986 году защитила докторскую диссертацию на тему «Научно-технический прогресс в нефтеперерабатывающей промышленности, влияние его на здоровье работающих».
В 1991 году Л. Карамова избрана членом-корреспондентом Академии наук Республики Башкортостан.

## Научная деятельность
Основные направления исследований:
- здоровье человека в условиях производственной в регионах с развитой нефтеперерабатывающей и нефтехимической промышленностью и непроизводственной среды.

Разработала модели зависимости здоровья от суммарных факторов окружающей среды: основы и принципы автоматизированной системы прогнозирования и управления состоянием здоровья.
Подготовила 1 доктора и 9 кандидатов наук.
Автор более 350 печатных работ, в том числе 13 монографий, 5 руководств, 10 аналитических обзоров, 3 изобретений, опубликованных в 186 центральных изданиях.

### Избранные труды
- Руководство по проф заболеваниям. М. Под ред. Н. Ф. Измерова (1983 и 1996).
- Руководство по гигиене труда. М под ред. Н. Ф. Измерова (1987).
- Социально-гигиенические аспекты здоровья рабочих НПЗ, Уфа. Под ред. Л. М. Карамовой (1990)
- Нефть и здоровье, Уфа. Под ред. Л. М. Карамовой (1993).
- Методические основы и система критериев для назначений льготных пенсий по условиям труда, соавт. М (1995).
- Медико-биологические последствия диоксинов. Уфа. Под ред. Л. М. Карамовой (2002).
- Западный Башкортостан: экология и безопасность жизнедеятельности. соавт. Уфа (2003).

## Награды
- орден «Знак Почёта» (1981)
- Заслуженный врач Башкирской АССР (1985)
- Бронзовая медаль ВДНХ (1986, 1988)
- Медаль «Ветеран труда» (1987)
- Почётные грамоты Президиума Верховного Совета БАССР (1989, 1994), Правительства РБ (2004)
- Заслуженный деятель науки РБ (1992)
- почётный работник Госсанэпиднадзора РФ (1995)
- Медаль «Снятие блокады Ленинграда» (2004)
- Заслуженный врач РФ (2006).